# Бабкин, Николай Ефимович
Никола́й Ефи́мович Ба́бкин (21 января 1895, Москва — 2 января 1979, Алма-Ата) — советский государственный деятель; председатель Кзыл-Ординского облисполкома (1938—1940), заместитель Председателя Совнаркома Казахской ССР (1941—1947).

## Биография
В течение 2 лет учился в начальной школе (не окончил). С 1912 года работал на Суворовской мануфактурной фабрике.
В 1916—1921 годы служил в армии; участник Первой мировой и Гражданской войн (красноармеец). В 1919 году вступил в РКП(б).
В 1921—1931 годы работал членом коллегии отдела здравоохранения Северо-Казахстанской губернии, управляющим конторой Киргосторга и хлебопродукта (Петропавловск), уполномоченным крайконторы «Союзхлеб» по хлебопродуктам (Петропавловск, Чимкент). В 1931—1933 годы — начальник управления Наркомата земледелия Казахской ССР, в 1933—1935 — начальник политотдела МТС. В 1935—1938 годы — первый секретарь Аральского райкома партии.
В 1938—1940 годы — председатель оргкомитета Президиума Верховного Совета Казахской ССР по Кзыл-Ординской области, председатель Кзыл-Ординского облисполкома.
В 1940—1941 годы — начальник Главного управления маслодельной и сыроваренной промышленности Казахской ССР, уполномоченный Наркомата заготовок СССР по Казахской ССР.
В 1941—1947 годы — заместитель Председателя Совнаркома Казахской ССР, одновременно (1942—1945) — нарком зерновых и животноводческих совхозов Казахской ССР. В 1947—1954 годы — заместитель председателя Алма-Атинского горисполкома, в 1955—1979 — начальник хозяйственного управления Управления делами Совета Министров Казахской ССР.
Был избран секретарём Атбасарского волостного комитета партии, депутатом Верховного Совета Казахской ССР 1-3-го созывов.
Скончался 2 января 1979 года, похоронен на Центральном кладбище Алматы.

### Семья
Жена — Надежда Васильевна Бабкина (? — 1973).

## Награды
- орден Октябрьской Революции
- орден Отечественной войны 1-й степени
- три ордена Трудового Красного Знамени
- орден Красной Звезды
- медали[2].